# Drużynowe mistrzostwa Europy juniorów na żużlu
Drużynowe mistrzostwa Europy juniorów na żużlu – rozgrywki żużlowe, których celem jest wyłonienie najlepszej w Europie narodowej drużyny składającej się z zawodników do 24. roku życia (do 2012 roku – 19 lat, w latach 2013–2020 – 21 lat, a w latach 2021–2024 – 23 lata). Organizowane są przez FIM Europe od 2008 roku.
Drużyny składają się ze składów pięcioosobowych (4 zawodników składu podstawowego + rezerwowy). Zwycięski zespół wyłaniany jest drogą eliminacji i finału. Na każdym etapie rozgrywek zawody odbywają się systemem czwórmeczów z udziałem czterech narodowych reprezentacji.

## Medaliści
| Rok  | Miejsce           | Złoto | Srebro | Brąz |
| ---- | ----------------- | --- | --- | --- |
| U-19 |                   | | | |
| 2008 | Rawicz            | Szwecja · Simon Gustafsson · Linus Eklöf · Ludvig Lindgren · Linus Sundström · Niklas Larsson            | Niemcy · Max Dilger · Erik Pudel · Frank Facher · Sönke Petersen · Kevin Wölbert                                         | Dania · Patrick Hougaard · Klaus Jakobsen · Peter Juul Larsen · Patrick Nørgaard · Simon Nielsen          |
| 2009 | Holsted           | Polska · Maciej Janowski · Sławomir Musielak · Patryk Dudek · Dawid Lampart · Przemysław Pawlicki        | Szwecja · Simon Gustafsson · Anton Rosén · Ludvig Lindgren · Linus Sundström · Dennis Andersson                          | Dania · Michael Jepsen Jensen · René Bach · Simon Nielsen · Patrick Bjerregaard · Michael Palm Toft       |
| 2010 | Divišov           | Polska · Maciej Janowski · Patryk Dudek · Przemysław Pawlicki · Kacper Gomólski · Łukasz Cyran           | Szwecja · Anton Rosén · André Hertzberg · Alexander Edberg · Sebastian Carlsson · Victor Palovaara                       | Czechy · Jan Holub · Roman Čejka · Jakub Fencl · Pavol Pučko · Václav Milík                               |
| 2011 | Lendava           | Rosja · Witalij Biełousow · Maksim Łobzienko · Ilja Czałow · Władimir Borodulin · Wadim Tarasienko       | Dania · Nikolaj Busk Jakobsen · Jonas Brøndum Andersen · Mikkel Michelsen · Mikkel Bech · Michael Jepsen Jensen          | Szwecja · Joel Larsson · Oliver Berntzon · Jacob Thorssell · Victor Palovaara · Mathias Thörnblom         |
| 2012 | Landshut          | Polska · Kacper Gomólski · Tobiasz Musielak · Piotr Pawlicki · Łukasz Sówka · Przemysław Pawlicki        | Dania · Nikolaj Busk Jakobsen · Mikkel Bech · Mikkel Michelsen · Nicklas Porsing · Emil Grøndal                          | Ukraina · Andrij Kobrin · Kiriłł Cukanow · Stanisław Melnyczuk · Wołodymyr Tejgeł · Aleksandr Łoktajew    |
| U-21 |                   | | | |
| 2013 | Opole             | Polska · Piotr Pawlicki · Artur Czaja · Paweł Przedpełski · Krystian Pieszczek · Bartosz Zmarzlik        | Dania · Kenni Nissen · Anders Thomsen · Emil Grøndal · Nikolaj Busk Jakobsen · Rasmus Jensen                             | Czechy · Eduard Krčmář · Zdeněk Holub · Roman Čejka · Michal Škurla · Václav Milík                        |
| 2014 | Herxheim          | Polska · Bartosz Zmarzlik · Krystian Pieszczek · Adrian Cyfer · Paweł Przedpełski · Piotr Pawlicki       | Dania · Mikkel Brøndum Andersen · Kasper Lykke Nielsen · Anders Thomsen · Jonas Brøndum Andersen · Nikolaj Busk Jakobsen | Czechy · Eduard Krčmář · Zdeněk Holub · Ondřej Smetana · Roman Čejka · Václav Milík                       |
| 2015 | Pilzno            | Polska · Krystian Pieszczek · Kacper Woryna · Adrian Cyfer · Bartosz Smektała · Krystian Rempała         | Szwecja · Joel Andersson · Kenny Wennerstam · Victor Palovaara · John Lindman · Fredrik Engman                           | Dania · Andreas Lyager · Mikkel Brøndum Andersen · Frederik Jakobsen · Patrick Hansen · Emil Grøndal      |
| 2016 | Stralsund         | Polska · Dominik Kubera · Bartosz Smektała · Kacper Woryna · Daniel Kaczmarek · Rafał Karczmarz          | Dania · Kasper Andersen · Jonas Jeppesen · Frederik Jakobsen · Mikkel Brøndum Andersen · Andreas Lyager                  | Niemcy · Dominik Möser · Michael Härtel · Daniel Spiller · Lukas Fienhage · Erik Riss                     |
| 2017 | Krosno            | Polska · Jakub Miśkowiak · Dominik Kubera · Bartosz Smektała · Rafał Karczmarz · Kacper Woryna           | Dania · Tim Sørensen · Mads Hansen · Mikkel Brøndum Andersen · Kasper Andersen · Frederik Jakobsen                       | Łotwa · Oļegs Mihailovs · Dāvis Kurmis · Artjoms Trofimovs · Jevgeņijs Kostigovs                          |
| 2018 | Dyneburg          | Dania · Mads Hansen · Patrick Hansen · Andreas Lyager · Frederik Jakobsen · Jonas Seifert-Salk           | Polska · Rafał Karczmarz · Igor Kopeć-Sobczyński · Wiktor Lampart · Dominik Kubera · Daniel Kaczmarek                    | Łotwa · Oļegs Mihailovs · Artjoms Trofimovs · Dāvis Kurmis · Ernests Matjušonoks · Elvis Avgucevičs       |
| 2019 | Lamothe-Landerron | Polska · Wiktor Lampart · Mateusz Cierniak · Wiktor Trofimow · Jakub Miśkowiak · Dominik Kubera          | Dania · Mads Hansen · Jonas Seifert-Salk · Tim Sørensen · Jonas Jeppesen · Jason Jørgensen                               | Szwecja · Filip Hjelmland · William Björling · Christoffer Slevin · Emil Millberg                         |
| 2020 | Łódź              | Polska · Norbert Krakowiak · Dominik Kubera · Jakub Miśkowiak · Mateusz Cierniak                         | Dania · Mads Hansen · Jonas Seifert-Salk · Marcus Birkemose · Matias Nielsen                                             | Łotwa · Ričards Ansviesulis · Francis Gusts · Ernests Matjušonoks · Oļegs Mihailovs                       |
| U-23 |                   | | | |
| 2021 | Dyneburg          | Polska · Jakub Miśkowiak · Wiktor Lampart · Gleb Czugunow · Bartosz Smektała · Dominik Kubera            | Dania · Patrick Hansen · Frederik Jakobsen · Jonas Jeppesen · Mads Hansen                                                | Łotwa · Daniils Kolodinskis · Ernests Matjušonoks · Ričards Ansviesulis · Francis Gusts · Oļegs Mihailovs |
| 2022 | Tarnów            | Polska · Mateusz Cierniak · Wiktor Lampart · Bartłomiej Kowalski · Jakub Miśkowiak · Dominik Kubera      | Dania · Matias Nielsen · Tim Sørensen · Mads Hansen · Jonas Seifert-Salk · Kevin Juhl Pedersen                           | Wielka Brytania · Daniel Bewley · Tom Brennan · Leon Flint · Drew Kemp · Jason Edwards                    |
| 2023 | Mâcon             | Polska · Wiktor Przyjemski · Mateusz Cierniak · Bartłomiej Kowalski · Jakub Miśkowiak · Damian Ratajczak | Dania · Mads Hansen · Tim Sørensen · Jonas Seifert-Salk · Kevin Juhl Pedersen · Emil Breum                               | Szwecja · Casper Henriksson · Jonatan Grahn · Anton Karlsson · Noel Wahlqvist · Philip Hellström-Bängs    |
| 2024 | Kraków            | Polska · Bartłomiej Kowalski · Jakub Krawczyk · Bartosz Bańbor · Wiktor Przyjemski · Mateusz Cierniak    | Czechy · Daniel Klíma · Matouš Kameník · Jan Macek · Adam Bednář · Jan Kvěch                                             | Dania · Benjamin Basso · Villads Nagel · Mikkel Andersen · Kevin Juhl Pedersen · Bastian Pedersen         |
| U-24 |                   | | | |
| 2025 | Mâcon             | Polska · Bartłomiej Kowalski · Jakub Miśkowiak · Damian Ratajczak · Wiktor Przyjemski · Jakub Krawczyk   | Dania · Villads Nagel · Bastian Pedersen · Jonas Knudsen · Mikkel Andersen · Benjamin Basso                              | Wielka Brytania · Leon Flint · Sam Hagon · Luke Harrison · Dan Thompson · Jake Mulford                    |

## Klasyfikacja medalowa

### Według państw
Stan po sezonie 2025
| Lp. | Państwo         | Złoto | Srebro | Brąz | Razem |
| --- | --------------- | ----- | ------ | ---- | ----- |
| 1.  | Polska          | 15    | 1      | –    | 16    |
| 2.  | Dania           | 1     | 12     | 4    | 17    |
| 3.  | Szwecja         | 1     | 3      | 3    | 7     |
| 4.  | Rosja           | 1     | –      | –    | 1     |
| 5.  | Czechy          | –     | 1      | 3    | 4     |
| 6.  | Niemcy          | –     | 1      | 1    | 2     |
| 7.  | Łotwa           | –     | –      | 4    | 4     |
| 8.  | Wielka Brytania | –     | –      | 2    | 2     |
| 9.  | Ukraina         | –     | –      | 1    | 1     |

### Według zawodników
Stan po sezonie 2025
Tabela obejmuje pierwszą 10. najbardziej utytułowanych zawodników.
| Lp. | Zawodnik            | Państwo | Lata      | Złoto | Srebro | Brąz | Razem |
| --- | ------------------- | ------- | --------- | ----- | ------ | ---- | ----- |
| 1.  | Jakub Miśkowiak     | Polska  | 2017–2025 | 7     | –      | –    | 7     |
| 2.  | Dominik Kubera      | Polska  | 2016–2022 | 6     | 1      | –    | 7     |
| 3.  | Mateusz Cierniak    | Polska  | 2019–2024 | 5     | –      | –    | 5     |
| 4.  | Bartosz Smektała    | Polska  | 2015–2021 | 4     | –      | –    | 4     |
| 4.  | Bartłomiej Kowalski | Polska  | 2022–2025 | 4     | –      | –    | 4     |
| 6.  | Wiktor Lampart      | Polska  | 2018–2022 | 3     | 1      | –    | 4     |
| 7.  | Przemysław Pawlicki | Polska  | 2009–2012 | 3     | –      | –    | 3     |
| 7.  | Piotr Pawlicki      | Polska  | 2012–2014 | 3     | –      | –    | 3     |
| 7.  | Krystian Pieszczek  | Polska  | 2013–2015 | 3     | –      | –    | 3     |
| 7.  | Kacper Woryna       | Polska  | 2015–2017 | 3     | –      | –    | 3     |
| 7.  | Wiktor Przyjemski   | Polska  | 2023–2025 | 3     | –      | –    | 3     |

Pogrubioną czcionką – zostali zaznaczeni zawodnicy urodzeni w roku 2002 i później.